# Veruscript
Veruscript — лондонское издательство академических журналов открытого доступа, существовавшее с ноября 2015 года по май 2019 года.
Основателями были муж и жена Глеб Чеблаков и Назик Ибраимова через свою компанию AGC Partners, финансируемую отцом Глеба Андреем Чеглаковым. В июне 2016 года Veruscript запустил четыре журнала и оплатил их рецензентам плату за обработку статей.
В декабре 2016 года Veruscript стал предметом обвинений в причастности к попыткам России повлиять на британское разведывательное сообщество через Cambridge Intelligence Seminar. Отрицая обвинения, Veruscript решил закрыть Journal of Intelligence and Terrorism Studies, который был создан совместно с Нилом Кентом, организатором семинаров.
Veruscript был закрыт в мае 2019 года, а статьи из трёх журналов, Cambridge Journal of Eurasian Studies, Journal of Intelligence and Terrorism Studies и Veruscript Functional Nanomaterials, были доступны через службу архивации Portico.